# جزيرة هاولاند
جزيرة هاولاند هي جزيرة مرجانية غير مأهولة واقعة إلى الشمال مباشرة من خط الاستواء في المحيط الهادئ، على بعد حوالى 1700 ميل بحري (3100 كم) جنوب غرب هونولولو. الجزيرة تقع في منتصف الطريق تقريبا بين هاواي وأستراليا تتبع أراضي الولايات المتحدة. جغرافيا، هي جزء من جزر فينيكس. و هي أحد جزر الولايات المتحدة الصغيرة النائية ولكن لأغراض إحصائية، تعتبر جزيرة هاولاند باعتبارها واحدة من جزر الولايات المتحدة الصغيرة النائية.
جزيرة هاولاند مساحتها 455 فدان (1.84 km2) أما المساحة الكلية للجزيرة والمناطق المحيطة من الأراضي المغمورة فهي 32074 فدان (129.80 km2). وتدار الجزيرة من قبل المؤسسة الأمريكية لحماية الأسماك والحياة البرية ومنطقة معزولة في إطار وزارة الداخلية وجزء من جزر المحيط الهادئ البعيدة.
الجزيرة مرجانية ولا يوجد فيها جدوى اقتصادية. بنيت مهابط الطائرات في أواخر الثلاثينات، تضررت بعد ذلك، ولم يحتفظ واختفت تدريجيا. لا توجد الموانئ أو أرصفة. وتزار الجزيرة كل سنتين من قبل المؤسسة الأمريكية للأسماك والحياة البرية.

## المنطقة زمنية
نظرًا لأن جزيرة هاولاند غير مأهولة وتقع في شرق خط التاريخ الدولي ، لم يتم تحديد منطقة زمنية . تقع داخل منطقة زمنية بحرية متأخرة بمقدار 12 ساعة عن توقيت عالمي منسق ، وهو خط التوقيت الدولي الغربي ت ع م-12:00 . جزيرة هاولاند و جزيرة بيكر هي الأماكن الوحيدة على الأرض التي تراقب هذه المنطقة الزمنية. تسمى هذه المنطقة الزمنية أيضًا في أي مكان على الأرض ، وهي تسمية تقويم تشير إلى أن الفترة الزمنية تنتهي عندما يمر التاريخ في كل مكان على الأرض .